# Somaya Bousaïd
Somaya Bousaïd (arabe : سمية بوسعيد), née le 5 mai 1980 à Tunis, est une athlète handisport tunisienne.

## Palmarès
Née avec un handicap visuel congénital, elle débute l'athlétisme en 2005. Lors des Jeux paralympiques d'été de 2008 à Pékin, elle remporte deux médailles d'or dans les épreuves du 800 m T12-13 et du 1 500 m T13 et finit quatrième au 400 m T13,.
À l'occasion des championnats du monde d'athlétisme handisport 2011 à Christchurch, elle remporte une médaille d'or au 1 500 T13 et une médaille d'argent au 400 m T13, performance renouvelée lors des championnats du monde 2015 à Doha.
Aux Jeux paralympiques d'été de 2012 à Londres, elle remporte une médaille d'argent dans l'épreuve du 400 mètres T13 (56 s 83). Lors des Jeux paralympiques d'été de 2016 à Rio de Janeiro, elle remporte une nouvelle médaille d'or au 1 500 m T13.
À l'occasion des championnats du monde 2017 à Londres, elle remporte une médaille d'argent au 1 500 m T13.
En septembre 2018, aux championnats du monde d’athlétisme aux masters de Malaga, elle remporte la finale du 1 500 mètres M35 (4 min 36 s 54) et obtient la médaille d’or, devenant dès lors la championne du monde. Elle est également médaillée de bronze aux 10 kilomètres.
Lors des Jeux paralympiques d'été de 2020 à Tokyo, elle remporte une médaille de bronze au 1 500 mètres T13.